# Conus dusaveli
Conus dusaveli é uma espécie de gastrópode do gênero Conus, pertencente à família Conidae.

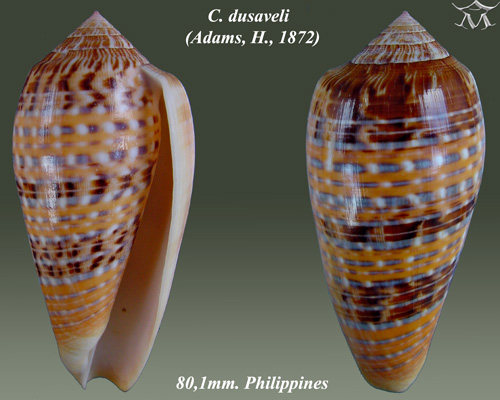
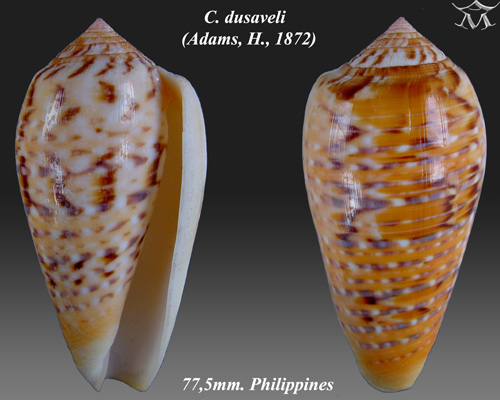
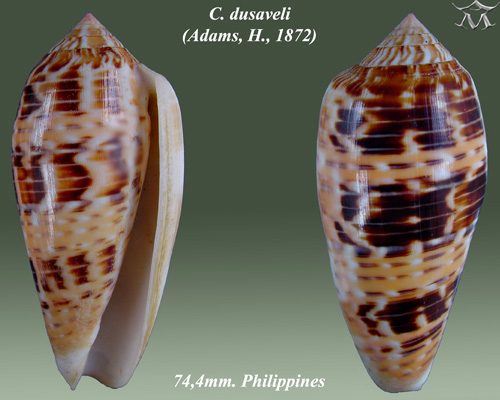
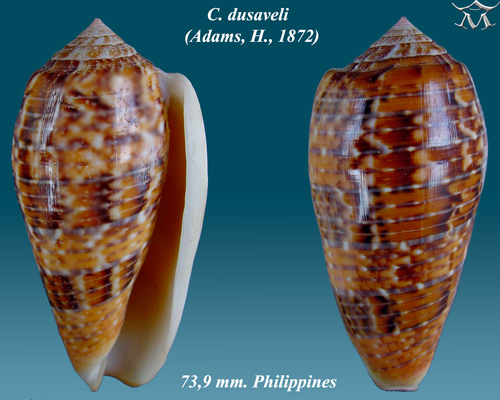